# Татикава (станция)
Станция Татикава (яп. 立川駅 татикава эки) — железнодорожная станция, на линиях Тюо, Намбу и Омэ, расположенная в городе Татикава, Токио. Для линий Омэ и Намбу станция является конечной. Также до станции доходят некоторые поезда с линии Ицукаити, используя участок линии Омэ от станции Хайдзима.
Станции линии Tama Toshi Monorail Line — Татикава-Минами и Татикава-Кита, расположенный по разные стороны от станции Татикава, соединены с ней надземными переходами.
Верхние этажи станции занимает универмаг Люминэ.

## История
Станция Татикава была открыта 11 апреля 1889 года на линии Кобу, которая была предшественницей нынешней линии Тюо. 19 ноября 1894 года до станции была проложена железная дорога Омэ (ныне линия Омэ), а 11 декабря 1929 года железная дорога Намбу (ныне линия Намбу).
Линия Ицукаити также была соединена со станцией с 13 июня 1930 года по 11 октября 1944 года, через отдельный путь от станции Хайдзима, который был закрыт после национализации линии в апреле 1944 года.

## Планировка станции
| 1・2 | ■Линия Омэ   |  | Хайдзима・Омэ・Окутама ■Линия Ицукаити Мусаси-Ицукаити                        | (Конечная)                                              |
| 3    | ■Линия Тюо   |  | Митака・Синдзюку・Токио                                                       |                                                         |
| 4    | ■Линия Тюо   |  | Митака・Синдзюку・Токио ■Линия Тюо-Собу Цуданума・Тиба                        | (Первый поезд) (По праздниками и субботам ранним утром) |
| 4    | ■Линия Омэ   |  | Хайдзима・Омэ ■Линия Ицукаити Мусаси-Ицукаити                                 | (ранним утром)                                          |
| 5    | ■Линия Тюо   |  | Хатиодзи・Такао・Оцуки・Кофу・Мацумото                                        | (первый поезд)                                          |
| 5    | ■Линия Тюо   |  | Митака・Синдзюку・Токио ■Линия Тюо-Собу Цуданума・Тиба                        | (Конечная) (по праздникам и субботам ранним утром)      |
| 5    | ■Линия Омэ   |  | Хайдзима・Омэ・Окутама ■Линия Ицукаити Мусаси-Ицукаити ■Линия Хатико Комагава | (с линии Тюо) (ранним утром)                            |
| 6    | ■Линия Тюо   |  | Хатиодзи・Такао・Оцуки・Кофу・Мацумото                                        |                                                         |
| 6    | ■Линия Омэ   |  | Хайдзима・Омэ・Окутама ■Линия Ицукаити Мусаси-Ицукаити ■Линия Хатико Комагава | (с линии Тюо)                                           |
| 7・8 | ■Линия Намбу |  | Футюхоммати・Ноборито・Кавасаки                                               |                                                         |

|                    | Линия Намбу до Кавасаки      | Линия Тюо До Нагои |
| Линия Тюо до Токио |                              | Линия Тюо До Нагои |
|                    | Линия Омэ до станции Окутама |                    |